# Тибетска овесарка
Тибетски овесарка (Emberiza koslowi) е вид птица от семейство Овесаркови (Emberizidae). Видът е почти застрашен от изчезване.

## Разпространение
Видът е разпространен в Китай.